# Dolichurus quadridentatus
Dolichurus quadridentatus är en  stekelart som beskrevs av Arnold 1940. Dolichurus quadridentatus ingår i släktet Dolichurus och familjen Ampulicidae. Inga underarter finns listade i Catalogue of Life.